# Vladimír Šoltys
Vladimír Šoltys (* 16. června 1951 Děčín) je český politik ODS, v letech 2006-2010 poslanec Parlamentu ČR za Ústecký kraj.

## Biografie
Získal střední odborné vzdělání. Od roku 1990 podniká ve zpracování masa a k roku 2006 se uvádí jako ředitel vlastního podniku. Bydlí v Děčíně, kde se podílel na vzniku fotbalového oddílu a financoval opravu fotbalového areálu. Je ženatý, má dvě dcery.
V roce 1997 vstoupil do ODS. K roku 2006 se uvádí jako člen oblastní rady ODS Děčín. V komunálních volbách roku 1998 za ODS neúspěšně kandidoval do zastupitelstva města Děčín. Zvolen sem byl v komunálních volbách roku 2002 a potom opětovně neúspěšně kandidoval v komunálních volbách roku 2006 a komunálních volbách roku 2010. Profesně se k roku 1998 uvádí jako podnikatel, následně k roku 2002 coby podnikatel, v roce 2006 jako poslanec a roku 2010 coby živnostník.
Ve volbách 2006 se stal členem dolní komory českého parlamentu (volební obvod Ústecký kraj). Byl členem výboru pro veřejnou správu a regionální rozvoj. Ve sněmovně setrval do voleb v roce 2010.
V roce 2009 informoval tisk, že jinak spíše málo aktivní poslanec Šoltys objíždí fotbalové kluby v severních Čechách a snaží se získat podporu pro zvolení za předsedu krajského fotbalového svazu, přičemž slibuje, že na oplátku zajistí odměnu 30 000 Kč z fondů Ústeckého kraje. Poslanec ale odmítl, že by takovou částku sliboval, prý šlo jen o nabídku, že jim poradí, jak se ke krajským dotacím dostat. Šoltys se tehdy uvádí jako majitel menšího fotbalového klubu Řezuz Děčín. Pro tento klub v roce 2008 zajistil při takzvaném porcování medvěda ve sněmovně dotaci 700 000 Kč ze státního rozpočtu. Již předtím v roce 2006 prosadil 8 300 000 Kč pro fotbalový oddíl ve Velkém Šenově na Děčínsku. V březnu 2010 navrhl ve sněmovně přeřadit do nižší sazby DPH přeřadit jídlo a služby v pohostinských službách. Kromě toho navrhl, aby se snížená sazba DPH zavedla i na služby v kadeřnictvích nebo v opravnách kol, bot nebo oblečení. Návrh by ovšem znamenal výpadek příjmů státního rozpočtu o 7 miliard Kč a jeho domovská ODS se od návrhu distancovala. Petr Nečas řekl, že je „to jistá marnivost poslance Šoltyse, který slíbil, že návrh stáhne. ODS ho nepodpoří.“
V krajských volbách v roce 2024 kandidoval do Zastupitelstva Ústeckého kraje, ale nebyl zvolen.